# Scott Wootton
Scott Wootton, né le 12 septembre 1991 à Birkenhead, est un footballeur anglais qui évolue au poste de défenseur au Wellington Phoenix.

## Biographie
Le 26 septembre 2012, Wootton prend part à son premier match avec les Red Devils en étant titularisé lors du match de League Cup face à Newcastle United (victoire 2-1). Le 2 octobre suivant, il participe à son premier match de Ligue des champions en entrant en fin de rencontre à la place de Jonny Evans lors du second match de la phase de groupes face au CFR Cluj (victoire 1-2).
Le 21 août 2013, il rejoint Leeds United.
Le 1er février 2021, il est prêté à Wigan Athletic .
Le 10 août 2021, il rejoint Morecambe FC.

## Statistiques
| Saison                | Club                  | Championnat           | Championnat | Championnat | Coupe(s) nationale(s) | Coupe(s) nationale(s) | Compétition(s) continentale(s) | Compétition(s) continentale(s) | Compétition(s) continentale(s) | Total | Total |
| Saison                | Club                  | Division              | M.          | B.          | M.                    | B.                    | Comp.                          | M.                             | B.                             | M.    | B.    |
| 2010-2011             | Tranmere Rovers       | League One            | 7           | 1           | 2                     | 0                     | -                              | -                              | -                              | 9     | 1     |
| 2011-2012             | Peterborough United   | Championship          | 11          | 0           | 3                     | 0                     | -                              | -                              | -                              | 14    | 0     |
| 2011-2012             | Nottingham Forest     | Championship          | 13          | 0           | -                     | -                     | -                              | -                              | -                              | 13    | 0     |
| 2012-2013             | Manchester United     | Premier League        | -           | -           | 2                     | 0                     | C1                             | 2                              | 0                              | 4     | 0     |
| 2012-2013             | Peterborough United   | Championship          | 2           | 1           | -                     | -                     | -                              | -                              | -                              | 2     | 1     |
| 2013-2014             | Leeds United          | Championship          | 20          | 0           | 3                     | 1                     | -                              | -                              | -                              | 23    | 1     |
| 2014-2015             | Leeds United          | Championship          | 2           | 0           | 2                     | 0                     | -                              | -                              | -                              | 4     | 0     |
| 2014-2015             | Rotherham United      | Championship          | 7           | 0           | 0                     | 0                     | -                              | -                              | -                              | 7     | 0     |
| Total sur la carrière | Total sur la carrière | Total sur la carrière | 62          | 2           | 12                    | 1                     | -                              | 2                              | 0                              | 76    | 3     |